# Batalla de Camerino

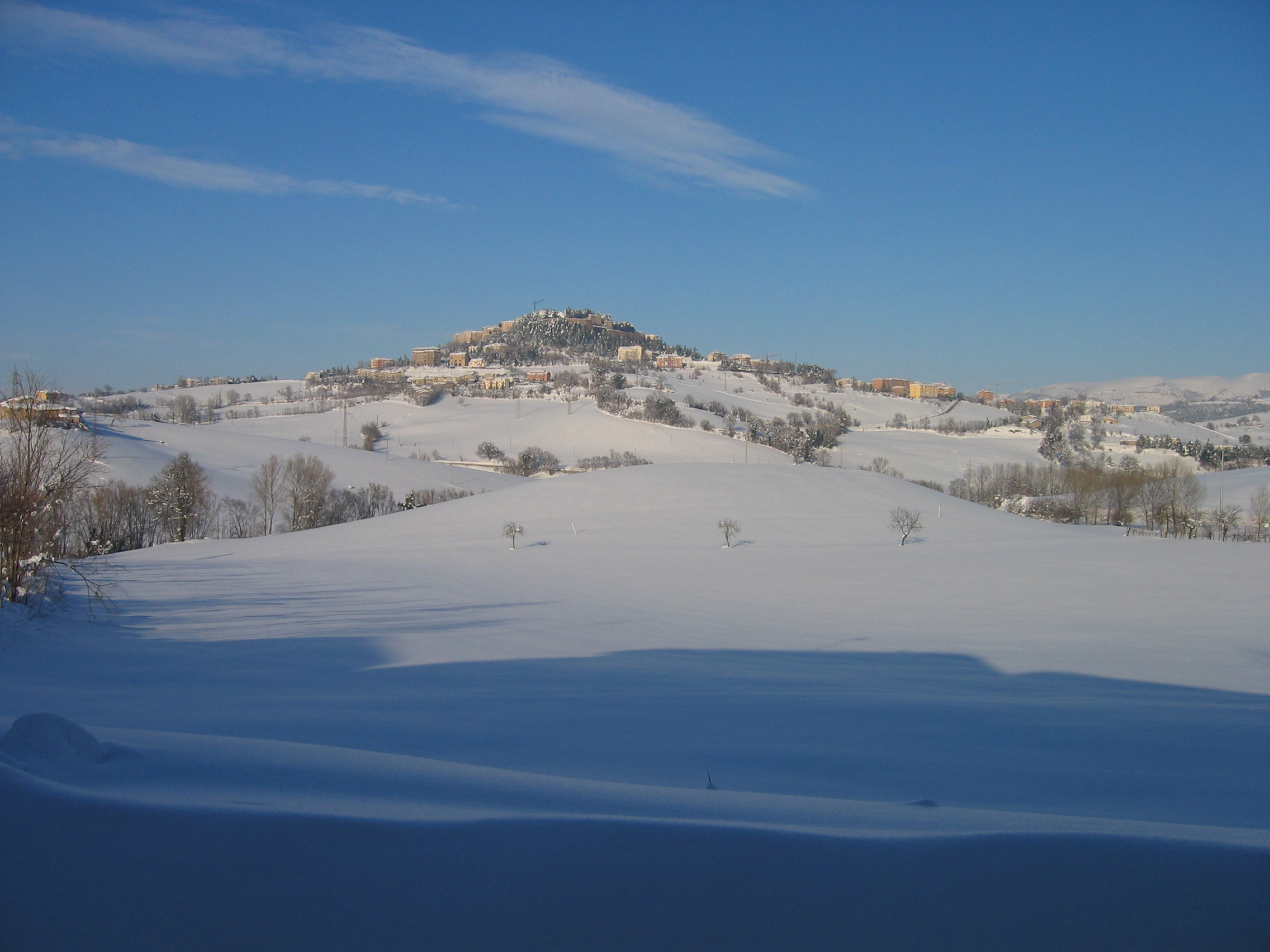
Foto de Camerino, Italia.

La batalla de Camerino en 298 a. C. fue la primera batalla de la tercera guerra samnita. En la batalla, los samnitas, asistidos por los galos, derrotaron a los romanos, quienes estuvieron mandados por Lucio Cornelio Escipión Barbato. Se supone que Escipión debía impedir cruzar un paso de montaña de los Apeninos a los galos, pero fracasó, y la fuerza combinada de samnitas y galos venció a las dos legiones de Escipión.